# آب‌درمانی (شکنجه)

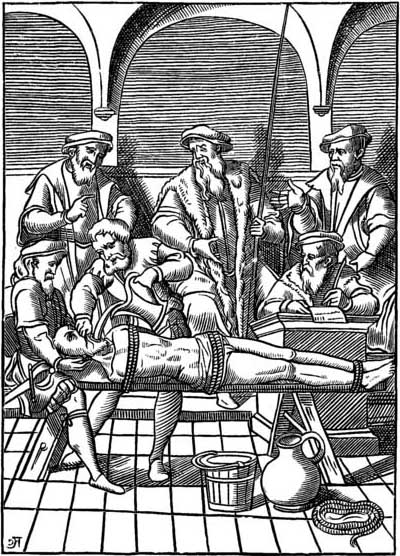
شکنجه با آب، اثری در سال ۱۵۵۶

آب‌درمانی یا آب‌شکنج نوعی شکنجه است که در آن قربانی مجبور به نوشیدن مقادیر زیادی آب در مدت کوتاهی می‌شود که منجر به انبساط معده، مسمومیت آب و احتمالاً مرگ می‌شود.
معمولاً دهان قربانی به زور باز می‌شود، بینی با انبر بسته می‌شود و یک قیف یا نوار پارچه به زور در گلو فرومی‌رود. قربانی باید تمام آب (یا مایعات دیگر مانند ادرار) ریخته شده در قیف را بنوشد تا غرق نشود. معده تا نزدیک ترکیدن پر می‌شود که حین این فرایند، متورم می‌شود و گاهی تا زمانی که قربانی استفراغ می‌کند و شکنجه دوباره شروع می‌شود، ضرب و شتم می‌شود.
استفاده از آب به عنوان شکلی از شکنجه حداقل به قرن پانزدهم مستند شده است. اولین استفاده از عبارت آب‌درمانی به این معنا به حدود سال ۱۸۹۸ توسط سربازان آمریکایی در جنگ آمریکا و اسپانیا مربوط می‌شود.
شکنجه‌ای دیگر که برای آن از آب استفاده می‌شود با عنوان القای حس غرق‌شدن وجود دارد که در آن به جای وادار کردن فرد به مصرف و متعاقباً بازگرداندن مقادیر زیادی آب، تأکید بر القای احساس غرق شدن است.